# Proprietà riservata
Proprietà riservata (Personal Property) è un film del 1937 diretto da W. S. Van Dyke.
È basato sulla commedia teatrale del 1930 Man in Possession di H.M. Harwood.

## Trama
Raymond Dabney torna in famiglia dopo aver avuto guai con la legge. Convince lo sceriffo ad affidargli la sorveglianza della casa di una giovane vedova, Crystal Wetherby, non sapendo che si tratta della fidanzata di suo fratello.

## Produzione
Il film, diretto da W.S. Van Dyke su una sceneggiatura di Hugh Mills e Ernest Vajda e un soggetto di H.M. Harwood (autore della commedia teatrale), fu prodotto da John W. Considine Jr. per la Metro-Goldwyn-Mayer e girato dal 5 gennaio al 15 febbraio 1937. I titoli di lavorazione furono Man in Her House e Man in Possession.

## Distribuzione
Il film fu distribuito con il titolo Personal Property negli Stati Uniti dal 19 marzo 1937 al cinema dalla Metro-Goldwyn-Mayer.
Altre distribuzioni:
- in Finlandia il 1º agosto 1937 (Nuori lurjus rakastuu)
- nei Paesi Bassi il 10 settembre 1937 (Den Haag)
- in Svezia il 18 ottobre 1937 (Förälskad, Förlorad, Förledd!)
- in Danimarca il 6 dicembre 1937 (Pigen skal pantes)
- in Portogallo il 25 gennaio 1938 (O Meu Criado)
- in Francia il 30 marzo 1938 (Valet de coeur)
- in Spagna il 2 gennaio 1940 (Jugando a la misma carta)
- in Austria (Adam und Venus)
- in Belgio (Valet de coeur)
- in Brasile (Seu Criado, Obrigado)
- in Germania (Der Mann mit dem Kuckuck)
- in Grecia (Dikos mou, gia panta)
- in Italia (Proprietà riservata)
- nei Paesi Bassi (De man, die beslag legt)
- in Polonia (Panowie do towarzystwa)

## Critica
Secondo il Morandini il film è "una tipica commedia M-G-M improbabile ma divertente".